# TIBHAR
TIBHAR — Tibhar Tibor Harangozo GmbH — немецкая компания, производитель спортивных товаров, в основном для настольного тенниса.
Названа в честь своего основателя, югославского игрока в настольный теннис en:Tibor Harangozo. История компании началась ещё до её создания — в 1959 году Тибор Харангозо основал в Саарбрюккене международную спортивную школу TIBHAR, которая получила известность в мире.
Изделия TIBHAR продаются более чем в 100 странах мира.